# Зрубанка
Зру́банка — село в Золочівській громаді Богодухівського району Харківської області України. Населення становить 65 осіб.

## Географія
Село Зрубанка примикає до селища Золочів. Поруч із селом протікає Зрубанський струмок, гирло якого розташоване в декількох кілометрах на південний захід, на якому розташований Зрубанський ставок. Також у струмка є одна велика притока Дуванський струмок, гирло якого розташовано східніше в селі Дуванка. На струмку зроблено кілька загат. Східну частину села, яка розташована на протилежному березі струмка, називають Стара Зрубанка.

## Історія
12 червня 2020 року, розпорядженням Кабінету Міністрів України № 725-р «Про визначення адміністративних центрів та затвердження територій територіальних громад Харківської області», увійшло до складу Золочівської селищної громади.
19 липня 2020 року, в результаті адміністративно-територіальної реформи та ліквідації Золочівського району, село увійшло до складу Богодухівського району.